# Reit (Miesbach)
Reit ist ein Gemeindeteil von Miesbach auf der Gemarkung Wies im oberbayerischen Landkreis Miesbach.

## Ortsbeschreibung
Die Einöde Reit liegt 2,1 km südwestlich des Miesbacher Bahnhofsplatzes.

## Bevölkerungsentwicklung
Um 1871 lebten in Reit 16 Einwohner. Im Mai 1987 gab es dort 13 Einwohner in zwei Wohngebäuden.
| Jahr      | 1871 | 1925 | 1950 | 1970 | 1987 |
| Einwohner | 16   | 13   | 19   | 15   | 13   |